# 얼스 코트 엑시비션 선터
얼스 코트 엑시비션 선터(Earls Court Exhibition Centre)은 잉글랜드 런던 켄징턴에 위치한 실내 경기장이다.